# Ceil Chapman
Ceil Chapman, född 1 januari 1912 i New York, död 13 juli 1979, var en amerikansk modeskapare. Hon är känd för sina eleganta cocktail- och aftonklänningar. Bland hennes kunder fanns Marilyn Monroe, Elizabeth Taylor, Deborah Kerr, Greer Garson, Grace Kelly och Aretha Franklin.